# یواس‌اس وندی (اس‌پی-۴۴۸)
یواس‌اس وندی (اس‌پی-۴۴۸) (به انگلیسی: USS Wendy (SP-448)) یک کشتی بود که طول آن ۵۵ فوت (۱۷ متر) بود. این کشتی در سال ۱۹۱۳ ساخته شد.